# Brzegi (Wieliczka)
Brzegi [pronunciación en polaco: /ˈbʐɛɡi/] es un pueblo en el distrito administrativo de Gmina Wieliczka, dentro del Distrito de Wieliczka, Voivodato de Pequeña Polonia, en el sur de Polonia. Se encuentra aproximadamente 6 kilómetros al noreste de Wieliczka y 12 kilómetros al este de la capital regional, Cracovia.